# Cardioglossa
Cardioglossa és un gènere de granotes de la família Arthroleptidae que es troba a l'Àfrica Occidental i central.

## Taxonomia
- Cardioglossa aureoli
- Cardioglossa cyaneospila
- Cardioglossa elegans
- Cardioglossa escalerae
- Cardioglossa gracilis
- Cardioglossa gratiosa
- Cardioglossa leucomystax
- Cardioglossa melanogaster
- Cardioglossa nigromaculata
- Cardioglossa oreas
- Cardioglossa pulchra
- Cardioglossa schioetzi
- Cardioglossa trifasciata
- Cardioglossa venusta